# 和乐站
和乐站，位于中华人民共和国海南省万宁市和樂鎮，是海南东环高速铁路上的车站，由中国铁路广州局集团管辖。
本站于2010年建成，但因预计客流不足而一直未开通，长期闲置。直至2024年10月15日，本站方开通运营。